# Euonthophagus amyntas
Euonthophagus amyntas là một loài bọ cánh cứng trong họ Bọ hung (Scarabaeidae).